# Le Ravi (film)
Pour les articles homonymes, voir Ravi.
Pour plus de détails, voir Fiche technique et Distribution.
Le Ravi (Permette? Rocco Papaleo) est une comédie franco-italienne réalisée par Ettore Scola et sortie en 1971.

## Synopsis
Rocco Papaleo, un Sicilien qui a émigré aux États-Unis pour faire fortune en tant que boxeur, se retrouve vingt ans après à travailler comme ascensoriste dans une mine en Alaska. C'est un « ravi de la crèche » à qui il a manqué la ténacité pour parvenir. De passage à Chicago avec des amis pour assister à un match de boxe important, il manque de se faire renverser par une voiture conduite par le mannequin Jenny. Pour se faire pardonner, elle l'invite à assister au match chez elle et les deux sympathisent. Rocco décide de rester en ville en nourrissant l'espoir d'avoir une aventure plus poussée avec Jenny. À cause de sa naïveté et de son bon cœur, il lui arrive toutes sortes de péripéties improbables...

## Fiche technique
Sauf indication contraire, les informations mentionnées dans cette section peuvent être confirmées par la base de données cinématographiques Unifrance,  présente dans la section « Liens externes ».
- Titre original italien : Permette? Rocco Papaleo[1]
- Titre français : Le Ravi[2]
- Réalisation : Ettore Scola
- Scenario : Ettore Scola, Ruggero Maccari
- Photographie :	Claudio Cirillo
- Montage : Ruggero Mastroianni
- Musique : Armando Trovajoli
- Décors : Luciano Ricceri
- Costumes : Danda Ortona
- Production : Pio Angeletti (it), Adriano De Micheli
- Société de production : Dean Film, Francoriz Production, Jupiter Generale Cinematografica, Rizzoli Film
- Pays de production :  Italie -  France
- Langue originale : italien
- Format : couleur par Technicolor - Son mono - 35 mm
- Durée : 123 min (2 h 3[1])
- Genre : comédie à l'italienne[2]
- Dates de sortie :
  - Italie : 29 octobre 1971 (Milan) ; 11 novembre 1971 (Turin) ; 18 novembre 1971 (Rome)
  - France : 7 novembre 1973[2]

## Distribution
- Marcello Mastroianni : Rocco Papaleo
- Lauren Hutton : Jenny
- Tom Reed
- Margot Novak
- Brizio Montinaro (it)
- Umberto Travaglini
- André Farwagi
- Peter Goldfarb
- Pompeo Capizzano
- Nicole Gabucci
- Paola Natale